# François-Joseph-Jean Ingold
François-Joseph-Jean Ingold, francoski general, * 1894, † 1980.